# モヘンジョダロ空港
モヘンジョダロ空港（モヘンジョダロくうこう、英: Moenjodaro Airport）は、パキスタン・イスラム共和国シンド州モヘンジョダロにある空港。